# خانواده کیم‌چی
خانواده کیم‌چی (به کره‌ای: 발효가족) مجموعه تلویزیونی کره جنوبی، با بازی سونگ ایل گوک، پارک جین هی، لی مین یانگ و چویی جائه سونگ است. این مجموعه در ژانرهای عاشقانه، کمدی و درام در ۲۴ قسمت ساخته شده است. این سریال از تاریخ ۹/۳/۱۴۰۳ از شبکه تماشا HD  هر شب ساعت ۲۰:۳۰ در حال پخش است .

## خلاصه داستان
در این سریال سونگ ایل گوک نقش جوان خلافکاری به نام گی هو ته را بازی می‌کند. وی در یکی از روزها به یک رستوران می‌رود و این مکان به نظرش آشنا می‌آید. کمی بعد متوجه می‌شود که دوران کودکی اش را در این محل گذرانده است. او که احتمال می‌دهد فرزند صاحبان آن جا باشد تصمیم می‌گیرد هویت اصلی خود را پیدا کند.

## بازیگران
- سونگ ایل گوک درنقش گی هو-ته/گو هان-دول
- پارک جین هی درنقش لی کانگ-سان
- لی مین یونگ در نقش لی وو-جو
- چوی جائه سونگ درنقش کانگ دو-شیک/عمو (آشپز رستوران چونجی‌این، پدر کانگ سول)
- کانگ شین ایل در نقش لی کی-چان (پدر لی کانگ-سان و لی وو-جو، مدیر رستوران چونجی‌این)
- کیم یونگ هون درنقش اوه هه-جون
- یون هی سو درنقش نا اون-بی
- لی دائه گون درنقش پدربزرگ (مشتری همیشگی رستوران چونجی‌این)
- کیم بیونگ چون درنقش هان پیونگ-مان (مشتری همیشگی رستوران چونجی‌این)
- لی ایل هوا درنقش جونگ گوم-جو (خانم معلم)
- لی کان هی درنقش مادر لی کانگ-سان و لی وو-جو
- چوی یونگ مین درنقش اوه میونگ-چول (همسر جونگ هیون-سوک، پدر اوه هه-جون)
- جونگ ئه ری درنقش جونگ هیون-سوک (مدیر شرکت هان‌دول‌فود، همسر اوه میونگ-چول، مادر گو هان-دول و اوه هه-جون)
- چوی دوک مون درنقش جو ده-شیک (رئیس باند گانگسترها و عاشق لی وو-جو)
- کیم سونگ هون درنقش کیم دونگ-سو
- جو جائه وان درنقش پارک هیون-سو (دوست گی هو-ته)
- اوه یونگ درنقش جو می-نام
- کیم گی بوک درنقش کارآگاه
- لی آ رین درنقش بو-یو
- هوانگ یونگ هی درنقش سو-جونگ (همسر هان پیونگ-مان)
- چو یون وو درنقش چوی یونگ-بین (بازیگر معروف)
- کیم ها یون درنقش جی-هیون (همسر چوی یونگ-بین و مادر چوی ده-یون)
- شین هیون تاک درنقش سونگ-جین
- کیم بو می درنقش هی-یونگ
- کیم دو یون درنقش خانم سو
- شین هیون بین درنقش یو-کی/کانگ سول (دختر کانگ دو-شیک)
- چوی جائه سوپ درنقش یو جونگ-هو
- کیم کیو چول درنقش جونگ سونگ-مین
- کیم گا یون درنقش مادر نوزادی که فرزندش را رها کرده بود و بعد از چند روز بچه اش را پس گرفت.